# Doug Utjesenović
Dragan "Doug" Utjesenović (8 de outubro de 1946) é um ex-futebolista sérvio naturalizado australiano que atuava como zagueiro.

## Carreira
Jogou por OFK Belgrado, St. George-Budapest e Footscray JUST, além da Seleção Australiana de Futebol.
Utjesenović competiu na Copa do Mundo FIFA de 1974, sediada na Alemanha, na qual a seleção de seu país terminou na décima quarta colocação dentre os 16 participantes.